# Premier de Niue
El Premier de Niue es el jefe de Gobierno de Niue y es electo por la Asamblea de Niue y conforma un gabinete compuesto por él mismo y otros tres miembros de la Asamblea.
Sir Robert Rex fue releecto de manera continua por períodos de tres años desde la independencia de Niue en 1974 hasta su muerte en 1992.

## Premieres de Niue
- Robert Rex (19 de octubre de 1974 - 12 de diciembre de 1992)
- Young Vivian (primera vez) (12 de diciembre de 1992 - 9 de marzo de 1993)
- Frank Lui (9 de marzo de 1993 - 26 de marzo de 1999)
- Sani Lakatani (26 de marzo de 1999 - 1 de mayo de 2002)
- Young Vivian (segunda vez) (1 de mayo de 2002 - 19 de junio de 2008)
- Toke Talagi (19 de junio de 2008 - 11 de junio de 2020)
- Dalton Tagelagi (11 de junio de 2020 - presente)